# Avan (Nederkalix socken, Norrbotten)
Avan är en sjö i Kalix kommun i Norrbotten och ingår i Kalixälven-Töreälvens kustområde. Sjön har en area på 0,219 kvadratkilometer och ligger 4 meter över havet.

## Delavrinningsområde
Avan ingår i det delavrinningsområde (731584-182878) som SMHI kallar för Rinner mot Storöfjärden. Medelhöjden är 13 meter över havet och ytan är 9,5 kvadratkilometer. Det finns inga avrinningsområden uppströms utan avrinningsområdet är högsta punkten. Avrinningsområdets utflöde mynnar i havet, utan att ha någon enskild mynningsplats. Avrinningsområdet består mestadels av skog (80 procent). Avrinningsområdet har 0,22 kvadratkilometer vattenytor vilket ger det en sjöprocent på 2,3 procent.